# ナーヴェ・サン・ロッコ
ナーヴェ・サン・ロッコ（イタリア語: Nave San Rocco）は、イタリア共和国トレンティーノ＝アルト・アディジェ州トレント自治県に存在した、人口約1,400人の基礎自治体（コムーネ）。
2019年1月1日にザンバーナと合併してテッレ・ダーディジェの一部となった。

## 地理

### 位置・広がり
トレント自治県北部に位置するコムーネ。県都トレントから北へ10km、州都ボルツァーノから南南西へ41kmの距離にある。

#### 隣接コムーネ
コムーネとしてのナーヴェ・サン・ロッコは、以下のコムーネと隣接していた。
- メッツォロンバルド
- サン・ミケーレ・アッラーディジェ
- ラヴィース
- ザンバーナ

## 行政

### Comunita di valle
トレント自治県が設置した広域行政組織 Comunita di valle 「ロタリアーナ＝ケーニヒスベルク」 (it:Comunita Rotaliana-Konigsberg)  （事務所所在地: メッツォコローナ）に属する。